# Alan Orr Anderson
Alan Orr Anderson (* 1879; † 9. Dezember 1958) war ein schottischer Historiker und Kompilator.
Er war der Sohn von Rev. John Anderson und Ann Masson. Seine Ausbildung erhielt er an der Royal High School (Edinburgh) und der University of Edinburgh. Nach fünf Jahren Arbeit, die vom Carnegie United Kingdom Trust finanziert wurden, veröffentlichte er 1908 Scottish Annals of English Chroniclers, eine relativ umfassende Sammlung von Quellen zur schottischen Geschichte vor 1286, die entweder in England oder von in England geborenen Chronisten geschrieben wurde. Vierzehn Jahre später konnte er das zweibändige Werk „Early Sources of Scottish History, A.D. 500 to 1286“ publizieren, eine ähnliche, aber größere Sammlung von Quellen, dieses Mal aus nicht-englischen Quellen (meist gälischem Material). Bis zu einem gewissen Grad überlappte sich das letztere Werk mit den Zusammenstellungen in William Forbes Skene‘s Chronicles of Picts and Scots (Edinburgh, 1867), aber beide Zusammenstellungen von Anderson unterschieden sich von Skene dadurch, dass alles ins Englische übersetzt wurden.
Jahre des Lesens schwieriger Manuskripte in schwachem Licht waren wohl die Ursache für Andersons Sehschwäche, so dass er sich dazu für lange Zeit auf seine Doktorandin und spätere Frau Marjorie Ogilvie  Cunningham stützen musste.
Noch heute betrachten die meisten Wissenschaftler, die in der frühen schottischen Geschichte tätig sind, Andersons drei Bände als eines ihrer wichtigsten wissenschaftlichen Werkzeuge. Infolgedessen wurde ein Großteil des Verlaufs der frühen schottischen Geschichtsschreibung durch das bestimmt, was Anderson entweder veröffentlicht oder nicht veröffentlicht hatte. 1990 und 1991 wurden die Zusammenstellungen von Paul Watkins Publishing, der in Stamford (Lincolnshire) ansässigen Organisation, neu herausgegeben.

## Werke
- Early Sources of Scottish History: AD 500–1286, 2 Bände, Edinburgh: Oliver & Boyd, 1922; neu veröffentlicht, Marjorie Anderson (Hrsg.) Stamford, 1990
- Scottish Annals from English Chroniclers: AD 500–1286, London: David Nutt, 1908; neu veröffentlicht, Marjorie Anderson (Hrsg.) Stamford, 1991